# Angry World
«Angry World» es una canción del músico canadiense Neil Young, publicada en el álbum de estudio Le Noise. La canción, producida por Daniel Lanois, incluye a Young tocando exclusivamente una guitarra eléctrica y varios loops elaborados por Lanois. Ganó el Grammy a la mejor canción de rock en la edición de 2011 y fue nominado en la categoría de mejor interpretación vocal de rock solista.

## Trasfondo
«Angry World» fue la primera canción publicada de Le Noise. El tema, al igual que el resto del álbum, fue grabado en el hogar de Daniel Lanois en Los Ángeles (California). Sin acompañamiento de otros músicos, la voz de Young, descrita como "aullando veneno", está mezclada por enzima de su guitarra. La canción también presenta un "zumbido y crepitación" de la guitarra eléctrica, así como un loop en la palabra angry como ruido de fondo a lo largo del tema. Young entregó la canción incompleta a Lanois, quien construyó los arreglos a partir de lo que el músico le dejó.

## Video musical
El videoclip de "Angry World" fue publicado el 14 de septiembre de 2010 en stereogum.com, dos semanas antes del lanzamiento de Le Noise el 28 de septiembre. El video fue rodado en blanco y negro en el propio hogar de Lanois por Adam CK Vollick. El video contiene un montaje de imágenes de Young tocando la canción y de bailarinas.

## Premio Grammy
En febrero de 2011, "Angry World" ganó el Grammy a la mejor canción de rock frente a las nominaciones de The Black Keys, Kings of Leon, Mumford & Sons y Muse. La canción fue también nominada en la categoría de mejor interpretación vocal de rock solista pero perdió en beneficio del tema de Paul McCartney "Helter Skelter", publicado en el álbum en directo Good Evening New York City.
A pesar de llevar más de cuarenta años en la industria musical, tener treinta y un álbumes de estudio y llevar once nominaciones hasta 2006, supuso el primer Grammy en la carrera de Young como músico. Su anterior Grammy, en la categoría de mejor presentación en caja o edición especial limitada, fue concedida a la caja The Archives Vol. 1 1963–1972 por su dirección artística.

## Personal
- Neil Young: voz y guitarra eléctrica
- Daniel Lanois: productor musical